# Cériel Desal
Cériel Desal (Roeselare, 20 ottobre 1999) è un ciclista su strada belga che corre per il team Wagner Bazin WB; professionista dal 2022, si è classificato secondo al Grand Prix de Denain 2024.

## Piazzamenti

### Classiche monumento
- Giro delle Fiandre

2025: ritirato
- Parigi-Roubaix

2023: 120º
2024: 78º
- Liegi-Bastogne-Liegi

2025: 110º